# Begonia sparsipila
Espèce
Begonia sparsipila est une espèce de plantes de la famille des Begoniaceae. Ce bégonia est originaire d'Amérique centrale. L'espèce fait partie de la section Gireoudia. Elle a été décrite en 1873 par John Gilbert Baker (1834-1920). L'épithète spécifique sparsipila signifie « à pilosité éparse ».

## Répartition géographique
Cette espèce est originaire d'Amérique centrale.